# أولافي ريسانن
أولافي ريسانن (بالفنلندية: Olavi Rissanen)‏ هو مدرب كرة قدم ولاعب كرة قدم فنلندي، ولد في 26 مارس 1947 في كووبيو في فنلندا. شارك مع منتخب فنلندا لكرة القدم. أما مع النوادي، فقد لعب مع كووبيون بالوسيورا.

## وصلات خارجية
- أولافي ريسانن على موقع قاعدة بيانات كرة القدم.إي يو (الإنجليزية)
- أولافي ريسانن على موقع ناشيونال فوتبول تيمز (الإنجليزية)
- أولافي ريسانن على موقع عالم كرة القدم.نت (الإنجليزية)